# Kappa Pictoris
Kappa Pictoris (κ Pic, κ Pictoris) é uma estrela na constelação de Pictor. Com uma magnitude aparente visual de 6,09, só é visível a olho nu em excelentes condições de visualização. De acordo com sua paralaxe, está localizada a aproximadamente 670 anos-luz (206 parsecs) da Terra. É uma estrela de classe B da sequência principal com um tipo espectral de B8.5 V e temperatura efetiva 11 640 K, portanto possui coloração azul-branca. Possui uma massa de 3,42 vezes a massa solar e está brilhando com 210 vezes a luminosidade solar.